# 1893 na televisão

## Nascimentos
| Data            | Nome               | Profissão                                           | Nacionalidade  | Observações | Ref    |
| --------------- | ------------------ | --------------------------------------------------- | -------------- | ----------- | ------ |
| 10 de fevereiro | Jimmy Durante      | ator, cantor, pianista e comediante                 | Estados Unidos | m. 1980     | [ 1 ]  |
| 3 de abril      | Leslie Howard      | ator e cineasta                                     | Inglaterra     | m. 1943     | [ 2 ]  |
| 8 de abril      | Grace Cunard       | atriz, roteirista, diretora e produtora             | Estados Unidos | m. 1967     | [ 3 ]  |
| 17 de agosto    | Mae West           | atriz, cantora, dramaturga, roteirista e comediante | Estados Unidos | m. 1980     | [ 4 ]  |
| 14 de outubro   | Lillian Gish       | atriz                                               | Estados Unidos | m. 1993     | [ 5 ]  |
| 15 de outubro   | Ina Claire         | atriz                                               | Estados Unidos | m. 1985     | [ 6 ]  |
| 20 de outubro   | Charley Chase      | ator, roteirista e diretor de cinema                | Estados Unidos | m. 1940     | [ 7 ]  |
| 24 de outubro   | Merian C. Cooper   | cineasta e produtor                                 | Estados Unidos | m. 1973     | [ 8 ]  |
| 7 de novembro   | Leatrice Joy       | atriz                                               | Estados Unidos | m. 1985     | [ 9 ]  |
| 12 de dezembro  | Edward G. Robinson | ator                                                | Romênia        | m. 1973     | [ 10 ] |

## Mortes
| Data | Nome | Profissão | Nacionalidade | Observações | Ref |
| ---- | ---- | --------- | ------------- | ----------- | --- |